# Монтальдо-Бормида
Монтальдо-Бормида (итал. Montaldo Bormida) — коммуна в Италии, располагается в регионе Пьемонт, в провинции Алессандрия.
Население составляет 672 человека (2008 г.), плотность населения составляет 121 чел./км². Занимает площадь 6 км². Почтовый индекс — 15010. Телефонный код — 0143.
Покровителем коммуны почитается святой архангел Михаил, празднование в первое воскресение сентября.

## Демография
Динамика населения:

## Администрация коммуны
- Официальный сайт: